# اکتروس (کشتی بخار)
اکتروس (کشتی بخار) (به انگلیسی: Arcturus (steamship)) یک کشتی بود که طول آن ۸۸٫۹۵ متر (۲۹۲ فوت) بود.